# John Sherren Brewer
John Sherren Brewer, född 1810 och död i februari 1879, var en brittisk historiker och urkundsutgivare.
Brewer blev 1855 professor i London, och påbörjade utgivandet av Calendar of letters and state-papers of the reign of king Henry VIII (1862–). Han utgav även andra källsamlingar.